# José Ignacio Lapido
José Ignacio García Lapido, conocido artísticamente como José Ignacio Lapido (Granada, 26 de junio de 1962) es cantante, guitarrista y compositor español. Ha desarrollado su carrera tanto en solitario como en la banda de rock 091 y es considerado como uno de los mejores escritores de canciones del país. Desde 1982 ha grabado con 091 ocho álbumes de estudio, uno de ellos producido por Joe Strummer, líder de The Clash, y dos en directo. En 1999 inició su carrera en solitario y ha publicado hasta la fecha nueve discos. Ha colaborado y escrito canciones para otros artistas como M Clan, Miguel Ríos, Babylon Chat, Amparo Sánchez, Quique González, Amaral, Mikel Erentxun o Los Hermanos Dalton. Ha sido uno de los primeros artistas españoles en autogestionar su carrera discográfica al crear en 2005 su propio sello, Pentatonia Records. Ha trabajado también como columnista en prensa y guionista de televisión.

## Biografía

### Los primeros años
Comienza su carrera musical en 1979 alternando guitarra y batería en bandas locales. En 1980 forma el grupo Aldar, banda con la que llegará a grabar un sencillo en 1981 (Somos nuevos).

### Con 091

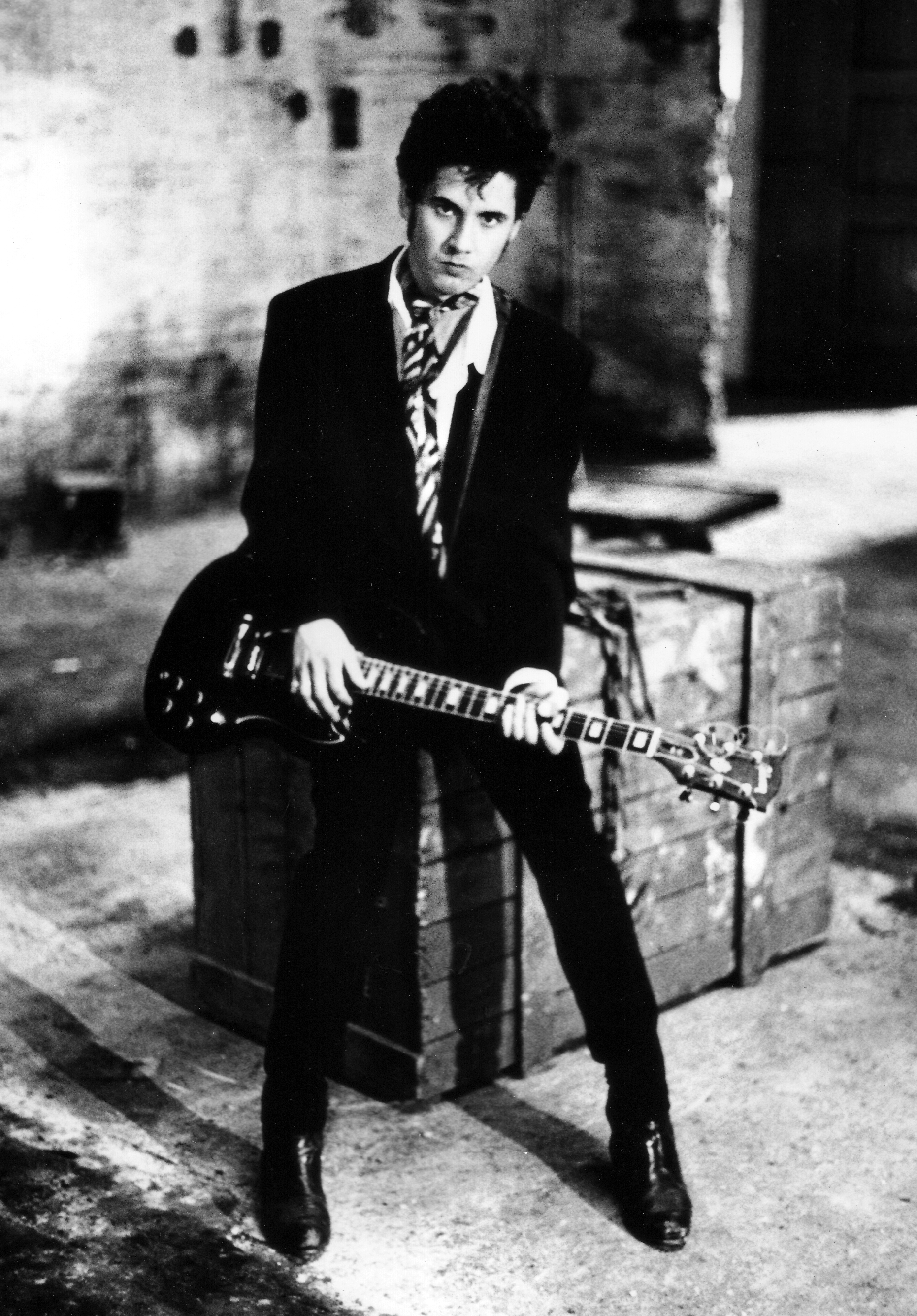
José Ignacio Lapido - Foto Finn Costello 1991

Al año siguiente, Lapido, como guitarrista y compositor principal, forma 091 junto a Tacho González, Antonio Arias y José Antonio García. Fichan por la independiente DRO, y entre 1983 y 1985 editan un par de singles y un primer LP titulado Cementerio de automóviles. En 1986 firman contrato con Zafiro y graban su segundo LP, Más de 100 lobos, producido por el líder de The Clash, Joe Strummer. En 1987 giran por Francia por primera vez y editan su tercer LP, Debajo de las piedras. Tras otras dos giras por Francia, en el 89, editan 12 canciones sin piedad, disco catalogado por la crítica como uno de los mejores de la década.
En 1991 Antonio Arias abandona el grupo para formar Lagartija Nick y 091, reducidos a trío, graban El baile de la desesperación, álbum en el que colabora el guitarrista y cantante de Flamin´Groovies, Chris Wilson. Este disco incluye una canción, La vida qué mala es, que se convertiría en el mayor éxito comercial de la banda. En 1993 entran a formar parte de la banda Jacinto Ríos y Víctor Lapido y se estrenan en la multinacional Polydor con Tormentas imaginarias, otro de sus álbumes más aclamados por la crítica. En 1995 graban el que será su último álbum en estudio, Todo lo que vendrá después. Ese mismo año la banda anuncia su separación con una gira de despedida. Los dos últimos conciertos, en mayo de 1996, son grabados y editados en un doble CD titulado Último concierto.

### Carrera en solitario
José Ignacio Lapido, tras un paréntesis en el que compone canciones para otros artistas como Amparo Sánchez, M-Clan, Mikel Erentxun, Babylon Chat o Los Hermanos Dalton y escribe música para teatro y bandas sonoras de cortometrajes, se lanza en solitario en 1999 con un primer disco: Ladridos del perro mágico. En este álbum Lapido es cantante, guitarrista, compositor y productor, facetas que mantendrá en sus siguientes grabaciones.
En el año 2001 publica un disco con seis temas titulado Luz de ciudades en llamas, y en 2002 un larga duración, Música celestial. En 2005 Lapido crea su propio sello discográfico, Pentatonia Records, con el que edita En otro tiempo, en otro lugar, que fue elegido entre los mejores del año por algunas publicaciones especializadas. En 2008, con una banda fija formada por Raúl Bernal, Popi González, Víctor Sánchez y Paco Solana, graba el álbum Cartografía, con el que se repite la gran acogida de la crítica y que contiene canciones como En el ángulo muerto o Algo me aleja de ti, que posteriormente serán versionadas por Miguel Ríos y Quique González respectivamente.
Ese mismo año, 2008, la editorial granadina Comares publica un libro escrito por Jordi Vadell que analiza todas sus letras de canciones hasta el momento (tanto de 091 como de su trayectoria en solitario): En cada lamento que se hace canción: una interpretación de las letras de José Ignacio Lapido. En 2018 se publicará una segunda edición, revisada y ampliada, con mucho contenido nuevo
En 2010 edita De Sombras y sueños, producido por Paul Grau y con las colaboraciones estelares de Miguel Ríos, Quique González, Amaral y Quini Almendros.
En 2013 graba Formas de matar el tiempo. Tras presentarlo en directo por todo el país, Lapido se embarca en una gira conjunta con Quique González. “Soltad a los perros” será el nombre de la gira en la que ambos artistas comparten banda y recrean sobre los escenarios los clásicos de uno y otro.
El año 2016 interrumpe su carrera en solitario para volver a los escenarios con su anterior banda 091 con motivo del vigésimo aniversario de su separación. La gira “Maniobra de Resurrección” es calificada como la gira del año por la prensa especializada. 40 conciertos que revitalizan el aura mítica de la banda granadina, llenando recintos por todo el país y triunfando en los festivales más importantes. De esta gira saldrá un doble en directo editado por Warner.
En mayo de 2017 Lapido vuelve al estudio para grabar otro álbum en solitario que lleva por título El alma dormida, mismo que consiguió entrar en el número 9 en Lista Oficial de Ventas en España y que presenta en directo por todo el país durante ese año y el siguiente.
En 2019 entra de nuevo en el estudio, esta vez para grabar nuevas canciones con su antigua banda 091 y que se editan en Warner bajo el título de La otra vida.
En 2020, 091 inicia la gira de presentación de La otra vida que se verá interrumpida por la pandemia de COVID-19.
En 2021 se edita por Efe Eme Ediciones el libro de Arancha Moreno titulado "Conversaciones con José Ignacio Lapido", donde se repasa la trayectoria musical y vital de Lapido.
En 2023 lanza “A primera sangre”, su noveno disco en solitario, bajo la producción de Raúl Bernal. Editado por Pentatonia Records en marzo de 2023.

## Premios y reconocimientos
En 1999 el Diario Ideal promovió una votación entre sus lectores para elegir los "100 Granadinos del siglo XX". José Ignacio Lapido fue uno de los elegidos.
En el año 2000 el disco de Lapido "Ladridos del perro mágico" fue galardonado como  mejor disco de rock en los Premios de la Música de Andalucía.
En 2017 se le concedió al grupo 091 la Medalla al Mérito de la Ciudad de Granada. En ese mismo año el Ayuntamiento de Granada concedió al grupo 091 el Premio Prestigio Turístico así como la Asociación "Granada ciudad del Rock" otorgó su máximo galardón, La Púa de Plata a la banda 091. Ese mismo año el municipio de Vélez Benaudalla se inauguró una calle con el nombre del grupo.
En 2020 se inauguró una calle con el nombre de José Ignacio García Lapido en el municipio de Jun.
En 2022 el Ayuntamiento de Granada inauguró una plaza con el nombre del grupo. Plaza grupo granadino 091
En 2023 se le concedió al grupo 091 la Medalla de Oro de la provincia de Granada otorgada por la Diputación Provincial de Granada.
En 2024 se edita un libro que lleva por título "El tiempo, lo soñado y lo real" (Ed. Comares). Se trata de un volumen colectivo en el que participan con textos originales músicos, periodistas, escritores y artistas plásticos en el que se rinde homenaje a la figura del músico granadino y a su obra con motivo del 25º aniversario del inicio de su carrera en solitario.  La presentación del libro va acompañada de un concierto en el centro cultural CajaGranada en el que participan más de una veintena bandas versionando canciones de Lapido.

## Discografía

### Con Aldar

#### Singles
- Somos Nuevos / Intoxicación (Movie Play, 1981)

### Con 091

#### Álbumes
- Cementerio de automóviles (DRO, 1985)
- Más de cien lobos (Zafiro, 1986) Reedición (Sony, 2016)
- Debajo de las piedras (Zafiro, 1988) Reedición (Sony, 2016)
- Doce canciones sin piedad (Zafiro, 1989) Reedición (Sony, 2016)
- El baile de la desesperación (Zafiro, 1991) Reedición (Sony, 2016)
- Tormentas imaginarias (Polygram, 1993) Reedición (Universal, 2016)
- Todo lo que vendrá después (Big, Bang, 1995) Reedición (Pentatonia Records, 2016)
- Último concierto (Big Bang, 1996) Reedición (Pentatonia Records, 2006)
- Maniobra de Resurrección (Warner, 2016)
- La otra vida (Warner, 2019)

#### Singles
- Fuego en mi oficina / Llamadas anónimas (DRO, 1983)
- Lagrimas en el paraíso / El deseo de ser Piel roja (DRO, 1984
- Ella está detrás de la puerta / Espperar la lluvia (DRO, 1985)
- Cuando pierdo el equilibrio / Perderme en la jungla (Zafiro, 1986)
- En la calle / Blues de media noche (Zafiro, 1986
- Escenas de guerra / Por ti en la oscuridad (Zafiro, 1986)
- La Torre de la Vela / Música para las penas (Zafiro, 1988)
- Todo lo que quiero hacer / Sólo hago sonar mi guitarra (Zafiro, 1988)
- Cartas en la manga / Al borde del Abismo (Zafiro 1989)
- Qué fue del siglo XX (Zafiro 1989)
- Esta noche (Zafiro 1989)
- La vida que mala es (Zafiro 1991)
- La canción del espantapájaros (Zafiro, 1991)
- Corazón Malherido (Zafiro, 1991)
- Otros como yo (Polygram, 1993)
- La calle del viento (Polygram, 1993)
- Huellas / El fantasma de la soledad (Polygram 1993)
- Un hombre con suerte / Espejismo n.º8 (Big-Bang, 1995)
- Vengo a terminar lo que empecé (Pentatonia,2019)
- Al final (Pentatonia,2019)

### Carrera en solitario

#### Álbumes
- Ladridos del perro mágico (Big Bang, 1999)
- Luz de ciudades en llamas (Big Bang, 2001)
- Música celestial (Big Bang, 2002)
- En otro tiempo, en otro lugar (Pentatonia Records, 2005)
- Cartografía (Pentatonia Records, 2008)
- De sombras y sueños (Pentatonia Records, 2010)
- Formas de matar el tiempo (Pentatonia Records, 2013)
- El alma dormida (Pentatonia Records, 2017)
- A primera sangre (Pentatonia Records, 2023)

#### Singles
- Ladridos del perro mágico / Me voy (Big Bang, 1999)
- Sigo esperando / Dudas razonables (Big Bang, 1999)
- Más de lo mismo / Imposible (Big Bang, 2002)
- La antesala del dolor / De mal en peor (Pentatonia Records, 2005)
- No digas que no te avisé (Pentatonia Records, 2005)
- Cuando el ángel decida volver / La mitad de nada (Pentatonia Records, 2008)
- El más allá / No hay minuto del día que no piense en ti (Pentatonia Records 2010)
- Muy lejos de aquí / Un giro inesperado (Pentatonia Records, 2013)
- Cuando por fin (Pentatonia Records, 2014)
- ¡Cuidado! (Pentatonia Records, 2017)
- La versión oficial (Pentatonia Records, 2018)
- Lo que llega y se nos va (Pentatonia Records, 2018)
- Curados de Espanto (Pentatonia Records, 2023)
- Creo que me he perdido algo (Pentatonia Records, 2023)
- Antes de que acabe el dia (Pentatonia records,2023)